# Sadie Stanley
Sadie Anne Stanley (Columbia, Dél-Karolina, USA, 2001. november 15. –) amerikai színésznő és énekesnő, aki a Disney Channelen bemutatott Kim Possible című 2019-es filmben debütált. 

## Élete
A dél-karolinai Columbiában született Matt és Tracy  Stanley gyermekeként. Van egy ikertestvére, Sophie. A színészet iránt 13 éves korában kezdett el érdeklődni. 13 éves korában a Columbia Children's Theatre színésze volt. Egyik alakítása a Shrekben a fiatal Fiona hercegnő szerepében volt.

## Filmográfia

### Film
| Év   | Cím                 | Magyar cím               | Szerep        | Magyar hang             |
| ---- | ------------------- | ------------------------ | ------------- | ----------------------- |
| 2020 | The Sleepover       | Éjszaka meglepetésekkel  | Clancy Finch  | Dolmány-Bogdányi Korina |
| 2021 | Let Us In           |                          | Jessie        |                         |
| 2021 | Well-Behaved Women  |                          | Alyssa Pierce |                         |
| 2022 | Somewhere in Queens |                          | Dani Brooks   |                         |
| 2025 | Karate Kid: Legends | Karate kölyök – Legendák | Mia Lipani    | Horgas Ráhel            |

### Televízió
| Év        | Cím                       | Magyar cím        | Szerep                         | Megjegyzések           |
| --------- | ------------------------- | ----------------- | ------------------------------ | ---------------------- |
| 2019      | Kim Possible              | Kis tini hős      | Kim Possible                   | film                   |
| 2019      | Kim Possible              |                   | Kim Possible                   | webszéria              |
| 2019      | Game Shakers              |                   |                                | sorozat, 1 epizód      |
| 2019      | Coop & Cami Ask the World |                   | Tracey Kruger                  | sorozat, 1 epizód      |
| 2020-2022 | The Goldbergs             | A Goldberg család | Brea Bee                       | 32 epizód              |
| 2020      | Dead to Me                |                   | Parker                         | 3 epizód               |
| 2020      | Room 104                  |                   | Jules                          | 1 epizód               |
| 2021      | PEN15                     |                   | Jenny                          | szinkronhang, 1 epizód |
| 2021      | Robot Chicken             |                   | Blossom / Peggy Carter / Carol | szinkronhang, 1 epizód |
| 2022      | Cruel Summer              |                   |                                | főszerep               |